# Anemoi
Anemoi (græsk Ἄνεμοι: vinde) var i græsk mytologi guder af vindene; hver af dem tilknyttet den verdensretning, vinden blæste fra, hver sin årstid eller måned, samt vejrfænomener. De varierede i antal fra 3, 4, 8 til 12, og Vindenes tårn i Athen afbilder de 8 mest kendte af dem, tilknyttet 8 verdensretninger på kompasset. De var oftest afbildet som mænd med vinger og flagrende tøj, eller som heste, der trak Zeus vognen over himlen og som heste i stormguden Aiolos stalde.

## Vindheste
Da de hurtige og stærke vinde var symboliseret af hurtige og stærke heste, der også trak vognen af Zeus over himlen, ville der ofres heste til ære for Anemoi, som i Sparta, og i Athen ville der især ofres til ære for den voldsomme nordenvind Boreas. Grækerne og romerne troede også, at hestehopper blev befrugtede af vinden, altså af de mandlige vindhingste. Vergil beskriver for eksempel, hvordan hopper ville stille sig på en høj klippe helliget vinden, især nordenvinden Boreas, og derefter bryde ud i et anfald af raseri, som var tegn på, de var blevet befrugtede af vindhingsten.

## De mest kendte Anemoivinde
Anemoi var styret af den øverste vind- og stormgud Aiolos. Aiolos var ham, der skulle tilkaldes for at han ville slippe en vind fri eller lukke vinden inde, så sømænd, hæren og deres skibe ikke kom til skade eller kom hurtigere frem. Anemoi var ikke tilbedt med store, udbyggede kulter som de olympiske guder, men de spillede vigtige roller i de græske mytefortællinger. For eksempel i Odysseen hjælper Aiolos Odysseus ved at sende hans Anemoi til undsætning. 
I Romerriget var Anemoi kaldt Venti (latin: vinde), og vindguderne havde også hver sit tilsvarende latinske navn. Der var endda op til romerske 24 Venti-guder for hver 15 grader af kompasset.
De mest kendte Anemoi var de 4 hovedguder for vindene fra de fire verdenshjørner. Det var også disse fire, som trak Zeusvognen over himlen. 
Disse 4 var som følger: 
- Boreas (Βορέας), gud af nordenvinden, kulde og vinter; romerske Aquilo
- Zephyrus (Ζέφυρος), gud af den milde vestenvind, forår og mild sommervejr; romerske Favonius
- Notus (Νότος), gud af den sydlige vind sirocco, efterår og efterårsstorme; romerske Auster
- Eurus (Εύρος), romerske Vulturnus eller Aureus, guden af den uheldige sydøst vind, ikke tilknyttet nogen årstid og som den eneste af de 4 store vindguder ikke nævnt i Hesiods Theogoni eller i de Orfiske hymner.[7]

De fire andre Anemoi vist på Vindenes tårn er:
- Apeliotes (østvinden), den velgørende, hjælpsomme østvind, der bragte mild, forfriskende regn til landbruget, afbildet som en ung mand uden skæg, iført høje sko og bærende på frugt og korn
- Kaikias (nordøstvinden), afbildet med skæg og bærende på et skjold fuld af hagl
- Lips (sydvestvinden), afbildet med et skibsagter
- Skiron (vest-nordvestvinden), vinden der blæste fra de Scironiske klipper vest for Athen, afbildet med en kedel, han tipper, som symboliserer vinterens begyndelse

Vindenes forældre er morgenrødets gudinde Eos og tusmørkets gud, titanen Astraios. Anemoi-vindene havde også mange døtre, kaldt for Aurai, hvilket betød vindnymfer eller luftens nymfer.